# Alfred Desenclos
Alfred Desenclos (* 7. Februar 1912 in Le Portel; † 31. März 1971 in Paris) war ein französischer Komponist.

## Leben
Desenclos arbeitete zunächst als Industriedesigner, um als siebentes von zehn Kindern seine Familie zu unterstützen. Ab 1929 vervollkommnete er seine pianistischen Fähigkeiten am Konservatorium von Roubaix, bevor er ab 1932 am Conservatoire de Paris studierte. Hier gewann er beim Wettbewerb um den Prix de Rome, der 1942 nach zweijähriger Pause erstmals wieder ausgetragen wurde, den Ersten Premier Grand Prix.
Während seines Studiums wirkte Desenclos als Chorleiter an der Pfarrkirche Notre-Dame-de-Lorette in Paris. Von 1943 bis 1950 war er Direktor des Konservatoriums von Roubaix, danach bis zu seinem Tode Professor am Conservatoire de Paris. 1950 wurde ihm der Ehrentitel Artiste Français verliehen.
Sein wichtigstes Werk war die 1956 entstandene Sinfonie, für die er mit dem Grand Prix de la Ville de Paris ausgezeichnet wurde. Großen Erfolg hatte auch sein Saxophonquartett, das er Mitte der 1960er-Jahre auf Anregung des Marcel Mule Quartetts komponierte. Ebenfalls unter seine Hauptwerke wird die 1963 entstandene Messe de Requiem  für Solisten, Chor und Orchester gezählt. Es wurde 1999 von dem Komponisten Tristan Foison (* 1961) unter seinem Namen veröffentlicht – das Plagiat wurde erst nach der Uraufführung bemerkt.
Eine Sammlung seiner geistlichen Kompositionen erschien beim Label Hortus mit dem Organisten Frédéric Desenclos, seinem Sohn, unter Leitung von Joël Suhubiette. Sie enthält neben dem Requiem u. a. ein Salve Regina und ein Nos autem aus dem Jahr 1958.